# 奧蒂斯維爾 (密歇根州)
奧蒂斯維爾（英語：Otisville）是位於美國密歇根州傑納西縣的一個村。

## 人口
根據2020年美國人口普查的數據，奧蒂斯維爾的面積為2.52平方千米，當中陸地面積為2.28平方千米，而水域面積為0.24平方千米。當地共有人口819人，而人口密度為每平方千米325人。